# Alardo di Valéry
Alardo di Valéry (in francese: Erard de Valéry; 1220 circa – novembre 1277) è stato un condottiero francese, consigliere di Carlo I d'Angiò re di Napoli e Sicilia.

## Biografia
Di nazionalità francese, per la sua abilità nell'arte bellica ricevette i titoli di ciambellano di Francia e connestabile di Champagne. Carlo d'Angiò, avventuratosi nella conquista dei regni svevi dell'Italia meridionale, sconfisse re Manfredi a Benevento nel 1266 e ne occupò le terre. Nel 1268 Corradino di Svevia, nipote di Manfredi in quanto figlio del suo fratellastro Corrado IV, si lanciò a sua volta nella riconquista dell'eredità paterna, sobillato dai ghibellini italiani che non tolleravano il guelfo Carlo d'Angiò alla guida dei due potenti regni. Entrato Corradino nel regno di Napoli con un potente esercito, Carlo gli andò incontro col suo affidandolo all'esperienza di Alardo di Valéry, il suo più esperto generale.
Costui decise di dar battaglia nei pressi di Tagliacozzo: da questa posizione, infatti, poteva controllare il guado dell'esercito avversario sul fiume Salto. Alardo divise i suoi in tre schiere: la prima sulle pendici del colle ove l'Angiò si era accampato, ordinando al comandante - Enrico di Cousence - di indossare l'armatura e le insegne reali, data la forte somiglianza tra costui ed il re; la seconda presso il fiume per rendere difficile il guado; la terza, con a capo lo stesso Alardo, in una gola laterale. Egli infatti riteneva che se gli Svevi fossero riusciti a sconfiggere le due prime schiere ed avessero ucciso il finto re Carlo (ovvero Enrico di Cousence), si sarebbero lasciati andare a disordinati festeggiamenti; a quel punto, con i suoi ottocento cavalieri di riserva, sarebbe piombato su di loro e li avrebbe annientati. Tutto andò come aveva previsto: gli Svevi guadarono il fiume e distrussero la prima schiera, poi affrontarono la seconda e, vedendo il sosia di re Carlo cadavere, ruppero la formazione abbandonandosi al tripudio; a quel punto, Alardo si avventò su di loro e li travolse.

Il suo consiglio strategico sanz'arme (cioè di tenere una schiera nascosta per attaccare il Re di Sicilia quando era ormai affaticato) fu la chiave della vittoria e Dante Alighieri lo citò per questo motivo nella Divina Commedia (Inf. XXVIII, 18) a proposito delle guerre del Meridione:
Dante mise tutto sommato in cattiva luce le vittorie degli Angioini per questo e un altro stratagemma (quello dell'abbandono del valico di Ceprano da parte di vassalli traditori di Manfredi) che fece loro trionfare pure alla Battaglia di Benevento (1266).